# Heimatfilm
Con il termine Heimatfilm viene designato – nell'ambito linguistico tedesco – un genere cinematografico. Attualmente si fa la distinzione fra Heimatfilm "vecchi" e "nuovi", "tradizionali" e "moderni", la linea di demarcazione fra i quali si situa nei tardi anni '70.
Gli Heimatfilm tradizionali sono ambientati in regioni rurali, in un mondo genuino ed incorrotto, nel quale prevalgono motivi quali l'amicizia, l'amore, la famiglia e la vita nelle comunità a livello di villaggio o di piccola cittadina. Ad essi gli Heimatfilm moderni contrappongono una rappresentazione nuda e cruda, spesso aspra, dei medesimi valori, che ha il proprio fondamento spesse volte nel contesto storico. Gli Heimatfilm tradizionali vengono di sovente percepiti oggi come banali, mentre gli Heimatfilm moderni rappresenterebbero, "ad una considerazione esatta, un contributo, non privo di elementi di umana compartecipazione, alla percezione del periodo storico". In generale, la critica è divisa nell'apprezzamento dell'Heimatfilm come "basso intrattenimento o forma d'arte".

## Storia del concetto
Quella di "Heimatfilm" come denominazione di un genere sostituì solo nel corso degli anni '50 l'espressione "Volksfilm" in uso dal 1919. La categoria "Heimatfilm", le prime testimonianze del cui uso risalgono agli anni 1933-1934, serviva allora come classificazione dei film tratti dalle opere di Ludwig Ganghofer, come Die blonde Christl (1933) e Schloß Hubertus (1934). Per designare il genere del film Der Geigenmacher von Mittenwald, di Rudolf Schündler, uscito nel 1950, mentre la critica faceva ancora uso del vocabolo "Volksfilm", il suo produttore Peter Ostermayr dichiarava essere "l'Heimatfilm la sua professione". La società di distribuzione cinematografica Nordwestdeutsche Unitas-Filmverleih, che dagli inizi degli anni '50 si occupava principalmente di Heimatfilm, utilizzava appunto questa espressione, nel prospetto per la stagione 1952/53, per caratterizzare le produzioni di Ostermayr. Più avanti si fece uso del termine Heimatfilm anche per denotare film dalle caratteristiche analoghe, finché il concetto divenne corrente come denominazione di genere.

## L'Heimatfilm tradizionale
Già dagli anni '10 presero a diffondersi versioni cinematografiche dei romanzi popolari o delle farse di Ludwig Ganghofer, scrittore allora molto in voga. Queste mostravano personaggi e scenari che sarebbero poi stati utilizzati decenni più tardi, quali l'ardito cacciatore, la fanciulla ribelle, il vecchio saggio, il cittadino dai tratti peculiari, i conflitti fra i cacciatori e i bracconieri, l'amore impossibile fra l'ereditiero e la cameriera, così come cappelle rustiche ed osterie di campagna.
Questi primi Heimatfilm ricevettero un grande impulso dai film di montagna di Arnold Fanck: in La tragedia di Pizzo Palù (1929) o Tempesta sul Monte Bianco (1930) l'ambiente montano forniva lo sfondo per sviluppi narrativi dai tratti drammatici e patetici, e le spettacolari riprese della natura infusero nuova linfa all'Heimatfilm, fino ad allora confinato entro un modulo rappresentativo misurato e limitato. Cineasti come Luis Trenker e Leni Riefenstahl seppero approfittare, nelle proprie produzioni, della valenza simbolica del paesaggio, mentre la politica culturale del nazionalsocialismo venne a convergere con questa mistica della natura, che poteva essere esercitata in modo cosciente e strumentalizzata. In particolare a Trenker riuscì di idealizzare l'ambiente rustico della patria contrapponendolo ai tratti decadenti della città e dei suoi abitanti. Nel film Il figliuol prodigo del 1934, ad esempio, il protagonista fugge dagli orizzonti limitati dei monti tirolesi per trasferirsi in America. A New York, tuttavia, non trova fortuna: al contrario, vaga affamato e senza lavoro nella selva dei grattacieli, al tempo della grande depressione, in uno stato d'animo che involge, oltre alla propria personale esperienza, anche le manchevolezze del liberalismo e del capitalismo rapace e sfruttatore. Alla fine, pentito ed in preda a nostalgia, il protagonista rientra in patria.
Dalla fine degli anni '40 il genere ebbe ulteriori sviluppi nella Germania Ovest, mentre l'età dell'oro dell'Heimatfilm tedesco e austriaco iniziò negli anni '50, in particolare dopo il particolare successo del film Il cacciatore della foresta d'argento (Echo der Berge) di Alfons Stummer (1954). Paesaggi idilliaci ed incontaminati, come pascoli alpini, vallate e pendici montane, ma anche le brughiere della Germania del nord fornirono scenari in cui molte persone, nel dopoguerra, potevano proiettare le proprie fantasie. Le preoccupazioni quotidiane e il grigiore della vita cittadina cedevano il posto ad una semplicità innocente ed apparentemente eterna. Fino al 1960 vennero girati circa 300 Heimatfilm, spesso variazioni del medesimo modello; essi offrivano quel sollievo di cui molti, dopo le distruzioni della guerra e la cocente sconfitta, sentivano il bisogno. Le conseguenze sociali della guerra, come la dispersione famigliare, l'espulsione dei tedeschi, il venir meno dei valori potevano venir sublimati tramite l'effimero viaggio degli spettatori nel mondo pristino dell'Heimatfilm. Molti Heimatfilm degli anni '50 e '60 non erano che adattamenti di film dell'UFA del periodo nazionalsocialista: la commissione alleata di controllo, ritenendoli innocui, dava il permesso di realizzarli. Il critico Günther Pflaum così si è espresso a proposito del successo del genere cinematografico: "Credo che il successo dell'Heimatfilm degli anni '50 abbia a che fare con le distruzioni della guerra. La gente aveva bisogno di una rappresentazione di un mondo genuino, di qualcosa di intatto (…), acque fresche, cieli azzurri e prati in fiore: si può considerarle aspirazioni meschine, ma sono in ogni caso legittime". Per i profughi ed i rifugiati era di estrema importanza, dopo la perdita delle loro patrie d'adozione, rifarsi a qualcosa quale veniva rispecchiata ad esempio nel film Grün ist die Heide (1951) di Hans Deppe.
Personaggi centrali degli Heimatfilm tradizionali sono principalmente autorità locali come medici, guardie forestali, religiosi, osti ed albergatori, e sindaci. Il bene ed il male sono radicalmente distinti, i conflitti nascono spesso da divisioni ereditarie o problemi della caccia di frodo, le trame sono in maggior parte prevedibili, anche se munite di inserti che ne dilazionano i climax. Vi compaiono immancabilmente coppie di innamorati la cui felicità viene contrastata da impedimenti esterni quali differenze di status sociale, faide famigliari, intrighi o altre circostanze sfortunate; sopravvengono tuttavia avvenimenti che consentono di superare le difficoltà e conducono al rassicurante lieto fine.
Willi Höfig, nella sua classica opera sull'Heimatfilm tradizionale Der deutsche Heimatfilm 1947 – 1960 cita alcune caratteristiche significative del genere. Fra di esse figurano paesaggi e territori risparmiati dalla seconda guerra mondiale e dall'urbanizzazione: l'alta montagna, come la Bassa Baviera e l'Alpenvorland, il paesaggio di brughiera, il Salisburghese e il Salzkammergut, il Lago di Costanza, la Foresta Nera, i bacini del Reno e della Mosella. Anche ambienti antropizzati e concrezioni culturali costituiscono importanti caratteristiche del genere filmico, come la contrapposizione fra città e campagna, fra tradizione e rinnovamento, i conflitti generazionali, nonché le rivalità campanilistiche fra Baviera, Austria e Prussia. 
Verso la metà degli anni '60 l'Heimatfilm segnava una battuta d'arresto, finché non si assistette ad un parziale rinnovamento negli anni '70, con ulteriori adattamenti da Ganghofer, che tuttavia risultavano essere meno sbarazzini dei loro precedenti degli anni '50. Nello stesso torno di tempo vennero in auge, sull'onda della rivoluzione sessuale, le commedie sexy tipiche dei Lederhosenfilm (noti anche come Bavarian porn).
Anche nella Germania Est vennero prodotti, negli anni '50 e '60, film paragonabili per certi aspetti agli Heimatfilm, anche se ad essi non del tutto assimilabili. Spesso questi film non erano esenti da propaganda socialista.
Successori degli Heimatfilm possono essere considerate alcune serie televisive, come La clinica della Foresta Nera (1985-89), Schlosshotel Orth (1986-2006), o La casa del guardaboschi (1989-2013), nelle quali si giocava, come d'abitudine, un contrappunto fra triti cliché e cinema d'autore. Nello stesso tempo vennero acquisiti alcuni elementi delle soap opera del continente americano.
Attualmente l'Heimatfilm è considerato, da studiosi e critici cinematografici, come un genere tipicamente di lingua tedesca, oppure come una sorta di "western tedesco" che, fiorente in Germania, in Austria e nella Svizzera tedesca, ha avuto ben poca diffusione all'infuori dei suddetti paesi. I film dei registi Franz Schnyder (come Uli der Knecht del 1954) e Kurt Früh vengono oggi annoverati fra i classici dell'Heimatfilm svizzero. Materiale tipicamente svizzero mostrano anche le numerose versioni di Heidi, di Johanna Spyri, che tuttavia vanno ascritte ad una categoria filmica a sé stante.

## L'Heimatfilm moderno
Benché non fossero mancati, nel corso degli anni '50 e '60, alcuni precursori che non vollero adattarsi agli stereotipi dell'Heimatfilm classico, come ad esempio Hans H. König nei suoi film Rosen blühen auf dem Heidegrab (1956) e Heiße Ernte (1956), fu tuttavia solo dalla metà degli anni '70 che si moltiplicarono i film che intendevano mostrare la situazione dell'economia montana ed agricola nella loro veste priva di fronzoli. Un forte impulso in tal senso venne dal cinema d'autore, i cui registi, da Reinhard Hauff a Herbert Achternbusch, a Rainer Werner Fassbinder o Werner Herzog, avevano cominciato a produrre opere in aperto contrasto con l'Heimatfilm, nelle quali i protagonisti dovevano sottostare impotenti alla violenta logica del profitto. Hans Günther Pflaum vede in ciò un tentativo consapevole dei giovani registi "di lavorare controcorrente per attingere all'aspetto spesso misero e sporco della realtà". A tale tentativo vanno riferite anche le versioni cinematografiche dei romanzi di Ludwig Thoma che, sebbene pubblicati all'inizio del XX secolo, videro le trasposizioni su grande schermo solo ben più avanti. Film basati sui romanzi Der Ruepp, Andreas Vöst o Der Wittiber si attengono strettamente allo spirito dell'autore mostrando senza sentimentalismi la vita contadina ai tempi dell'impero tedesco. 
A partire dagli anni '80 l'Heitmatfilm andò differenziandosi, e molti autori si rifecero ai contesti storici, a tal punto che i confini del genere con il film storico sono divenuti piuttosto labili. La vita durante il periodo del nazionalsocialismo e della occupazione postbellica della Germania sono i temi di film quali Der Bockerer di Franz Antel, Löwengrube di Rainer Wolffhardt, Herbstmilch e Rama dama di Joseph Vilsmaier, nonché Hölleisengretl di Jo Baier. La rivolta tirolese del 1809 ha fornito la tematica di La libertà dell'aquila di Xaver Schwarzenberger e Bergblut di Philipp J. Pamer. Altri film, come Räuber Kneißl di Marcus H. Rosenmüller, Jennerwein di Hans-Günther Bücking e Margarete Steiff di Schwarzenberger prendono in considerazione personalità storiche puntando ad una loro rappresentazione realistica ed esente da formule stereotipe. Schwabenkinder di Baier, Schlafes Bruder di Vilsmaier e Lo straniero della valle oscura - The Dark Valley di Andreas Prochaska si occupano del destino dell'uomo che deve fronteggiare condizioni ambientali avverse. Edgar Reitz, nella sua monumentale serie di film Heimat, descrive la vita di una semplice famiglia dell'Hunsrück in un arco di tempo che abbraccia all'incirca 160 anni. Questi film hanno ricevuto il plauso della critica in quanto cronache non falsate ed aderenti alla realtà.
Importanti registi che hanno improntato la propria visione del "nuovo Heitmatfilm" a considerazioni storiche sono Dieter Berner, Jo Baier, Edgar Reitz, Joseph Vilsmaier, Urs Odermatt, Stefan Ruzowitzky e Xaver Schwarzenberger.
Alcuni Heimatfilm contemporanei, come Hierank di Hans Steinbichler o Baching di Matthias Kiefersauer situano il protagonista in un campo di tensione fra la patria e la lontananza, il desiderio di libertà e l'anelito verso il riposo e le proprie radici. Film di questo tipo oscillano fra la dichiarazione di guerra e quella d'amore verso la patria. Matthias Kiefersauer così esprime il proprio sentimento nei confronti della patria: "Può essere come una ragnatela nella quale ci si trova totalmente invischiati, senza poterne uscire; oppure una rete che ti cattura nei momenti di crisi". Considerazioni simili possono valere anche per la trilogia Beste Zeit di Marcus H. Rosenmüller 
Spesso sono influenzate dall'Heitmatfilm moderno alcune serie televisive, come Der Millionenbauer o Der Bulle von Tölz, e alcune puntate di Quattro donne e un funerale. Altre volte vengono evidenziati elementi parodistici, come nelle serie Meister Eder und sein Pumuckl, Irgendwie und Sowieso con Ottfried Fischer e Elmar Wepper, Peter und Paul con Hans Clarin e Helmut Fischer, Monaco Franze – Der ewige Stenz, Münchner Geschichten, nonché i lavori di Gerhard Polt e la serie Weißblaue Geschichten con Gustl Bayrhammer.
La sceneggiatrice Karin Michalke, collaboratrice in molti film di Markus H. Rosenmüller, rifiuta di applicare al proprio lavoro la categoria di Heitmatfilm, che vede più propriamente legata alle opere degli anni '50 e '60. D'altra parte i critici Markus Metz e Georg Seeßlen, in un documentario radiofonico su BR2 hanno sollevato la questione su che cosa debba intendersi propriamente, al giorno d'oggi, come Heimatfilm: "Sono Heimatfilm quelli che si occupano di una determinata regione geografica, con i suoi paesaggi, la sua popolazione e la sua lingua? Oppure sono quelli che hanno a che fare con un sentimento, una nostalgia, un problema, e, magari, una preoccupazione? O i film che trattano di rimanere o andarsene, ritornare o riscoprire? Sono Heimatfilm quelli che costruiscono un'identità a partire da una storia, un paesaggio, una lingua?"

## L'Heimatfilm in ambiti culturali non tedeschi
L'Heimatfilm statunitense per eccellenza è il Western, genere peraltro altamente differenziato al suo interno. Il film statunitense Il cuore della foresta (1998) è sorprendentemente apparentato con gli Heimatfilm tedeschi degli anni '50: una storia di ambientazione rurale dalle connotazioni ecologiste di in conflitto fra una grossa banca cittadina ed una segheria di campagna.
Vi sono molti parallelismi fra l'Heimatfilm di lingua tedesca e il Western americano. I primi Western erano ambientati in un mondo idealizzato, pieno di cliché, con personaggi tagliati con l'accetta e schemi prevedibili. Sotto l'influsso tuttavia del Western all'italiana degli anni '60 si è prodotto uno sviluppo che ha condotto ai Western recenti e ai Western revisionisti, che, come gli Heimatfilm moderni, danno vita ad una rappresentazione scanzonata, spesso pessimista, della realtà.

## Filmografia (parziale)

### Heimatfilm tradizionale
- Zugvögel, regia di Rolf Meyer (1947)
- Menschen in Gottes Hand, regia di Rolf Meyer (1949)
- Die seltsame Geschichte des Brandner Kaspar, regia di Josef von Báky (1949)
- Schwarzwaldmädel, regia di Hans Deppe (1950)
- Nach Regen folgt Sonne, regia di Erich Kobler (1950)
- Grün ist die Heide, regia di Hans Deppe (1951)
- Die schöne Tölzerin, regia di Richard Häussler (1952)
- Am Brunnen vor dem Tore, regia di Hans Wolff (1952)
- Rosen blühen auf dem Heidegrab, regia di Hans Heinz König (1952)
- Im weißen Rößl, regia di Hans Heinz König (1952)
- Briefträger Müller, regia di John Reinhardt e Heinz Rühmann (1953)
- Il cacciatore della foresta d'argento (Echo der Berge), regia di Alfons Stummer (1954)
- Schloß Hubertus, regia di Helmut Weiss (1955)
- Die Sennerin von St. Kathrein, regia di Herbert B. Fredersdorf (1955)
- Heimatland, regia di Franz Antel (1955)
- Die Fischer vom Heiligensee, regia di Hans Heinz König (1955)
- Die Mädels vom Immenhof, regia di Wolfgang Schleif (1955)
- Das heilige Erbe, regia di Alfred Solm (1956)
- Der Meineidbauer, regia di Rudolf Jugert (1956)
- Die Christel von der Post, regia di Karl Anton (1956)
- Die Fischerin vom Bodensee, regia di Harald Reinl (1956)
- Die fröhliche Wallfahrt, regia di Ferdinand Dörfler (1956)
- Die Magd von Heiligenblut, regia di Alfred Lehner (1956)
- Solange noch die Rosen blühn, regia di Hans Deppe (1956)

- Wo der Wildbach rauscht, regia di Heinz Paul (1956)
- Heiße Ernte, regia di Hans Heinz König (1956)
- Hochzeit auf Immenhof, regia di Volker von Collande (1956)
- Die Lindenwirtin vom Donaustrand, regia di Hans Quest (1957)
- Der Pfarrer von St. Michael, regia di Wolfgang Glück (1957)
- Der Wilderer vom Silberwald, regia di Otto Meyer (1957)
- Vier Mädels aus der Wachau, regia di Franz Antel (1957)
- Wetterleuchten um Maria, regia di Luis Trenker (1957)
- Almenrausch und Edelweiß, regia di Harald Reinl (1957)
- Der Priester und das Mädchen, regia di Gustav Ucicky (1958)
- Die Landärztin, regia di Paul May (1958)
- Und ewig singen die Wälder, regia di Paul May (1959)
- Bei der blonden Kathrein, regia di Hans Quest (1959)
- Das Erbe von Björndal, regia di Gustav Ucicky (1960)
- Wenn die Heide blüht, regia di Hans Deppe (1960)
- Waldrausch, regia di Paul May (1962)
- An der Donau, wenn der Wein blüht, regia di Géza von Cziffra (1965)
- Grün ist die Heide, regia di Hans Deppe (1972)
- Schloß Hubertus, regia di Harald Reinl (1973)
- Der Jäger von Fall, regia di Harald Reinl (1974)
- Der Edelweißkönig, regia di Alfred Vohrer (1975)
- Das Schweigen im Walde, regia di Alfred Vohrer (1976)
- Waldrausch, regia di Horst Hächler (1977)
- Herbstromanze, regia di Jürgen Enz (1980)

### Heimatfilm moderno
- Der Bauer vom Brucknerhof, regia di Hans Deppe (1956)[12]
- Lausbubengeschichten , regia di Helmut Käutner (1964)[12]
- Das Bohrloch oder Bayern ist nicht Texas, regia di Rainer Erlen (1966)[12]
- Scene di caccia in bassa Baviera (Jagdszenen aus Niederbayern), regia di Peter Fleischmann (1968)[12]
- La spietata legge del ribelle (Michael Kohlhaas – Der Rebell) regia di Volker Schlöndorff (1969)[12]
- Die Alpen-Saga , regia di Dieter Berner, film televisivo in 6 parti (1976-1980)
- Sachrang, regia di Wolf Dietrich, mini-serie televisiva in 3 parti (1978)
- Der Ruepp, regia di Kurt Wilhelm, film televisivo in 3 parti (1979)
- Der Bockerer, regia di Franz Antel (1981)
- Schöne Tage, regia di Fritz Lehner (1981)
- Schluchtenflitzer, regia di Rüdiger Nüchtern (1981)
- Die Rumplhanni, regia di Rainer Wolffhardt, film televisivo (1982)
- L'oceano silenzioso (Der stille Ozean), regia di Xaver Schwarzenberger (1983)
- Heimat, serie di film, regia di Edgar Reitz (1984)
- Daheim sterben die Leut’, regia di Klaus Gietinger e Leo Hiemer (1985)
- Heimatmuseum, regia di Egon Günther (1988)
- La felicità intravista (Gekauftes Glück), regia di Urs Odermatt (1988)
- Wallers letzter Gang, regia di Christian Wagner (1988)
- Die Geierwally, regia di Walter Bockmayer (1988)[13]
- Herbstmilch, regia di Joseph Vilsmaier (1989)
- Verkaufte Heimat, regia di Karin Brandauer e Gernot Friedel (1989)
- Die Piefke-Saga, film televisivo in 4 parti, regia di Wilfried Dotzel e Werner Masten (1990-1993)
- Löwengrube, serie televisiva, regia di Rainer Wolffhardt (1989-1994)
- Rama dama, regia di Joseph Vilsmaier (1991)
- Wildfeuer, regia di Jo Baier (1991)
- Heimat 2 - Cronaca di una giovinezza (Die zweite Heimat – Chronik einer Jugend), regia di Edgar Reitz (1992)
- Wachtmeister Zumbühl, regia di Urs Odermatt (1994)
- Hölleisengretl, film televisivo, regia di Jo Baier (1995)
- Schlafes Bruder, regia di Joseph Vilsmaier (1995)
- Die Elsässer, regia di Michel Favart (1996)
- Der Bockerer II – Österreich ist frei, regia di Franz Antel (1996)
- Das ewige Lied, regia di Franz Xaver Bogner (1997)
- Der Laden, regia di Jo Baier (1998)
- Die Siebtelbauern, regia di Stefan Ruzowitzky (1998)
- Krambambuli, regia di Xaver Schwarzenberger (1998)
- Viehjud Levi, regia di Didi Danquart (1999)

- Cristallo di rocca - Una storia di Natale, regia di Maurizio Zaccaro (1999)
- Die Scheinheiligen, regia di Thomas Kronthaler (2001)
- Tauerngold, film televisivo, regia di Rüdiger Nüchtern (2002)
- La libertà dell'aquila (Andreas Hofer – Die Freiheit des Adlers), regia di Xaver Schwarzenberger (2002)
- Verlorenes Land, regia di Jo Baier (2002)
- Hierank, regia di Hans Steinbichler (2003)
- Schwabenkinder, regia di Jo Baier (2003)
- Heimat 3 - Cronaca di una svolta epocale (Heimat 3 – Chronik einer Zeitenwende), regia di Edgar Reitz (2004)
- Bergkristall, regia di Joseph Vilsmaier (2004)
- Marias letzte Reise, regia di Rainer Kaugmann (2005)
- Die Geierwally, regia di Peter Sämann (2005)
- Jennerwein, regia di Hans-Günther Bücking (2005)
- Apollonia, film televisivo,  regia di Bernd Fischerauer (2005)
- Die Jungen von der Paulstraße, regia di Maurizio Zaccaro (2005)
- Margarete Steiff, regia di Xaver Schwarzenberger (2005)
- Wer früher stirbt ist länger tot, regia di Marcus H. Rosenmüller (2006)
- Gipfelsturm, regia di Bernd Fischerauer (2007)
- Beste Zeit, regia di Marcus H. Rosenmüller (2007)
- Baching, regia di Matthias Kiefersauer (2008)
- Die Geschichte vom Brandner Kaspar, regia di Joseph Vilsmaier (2008)
- Räuber Kneißl, regia di Marcus H. Rosenmüller (2008)
- Il nastro bianco (Das weiße Band – Eine deutsche Kindergeschichte), regia di Michael Haneke (2009)
- Bergblut, regia di Philipp J. Pamer (2010)
- Der Verdingbub, regia di Markus Imboden (2011)
- Die Samenhändlerin, regia di Michael Keusch (2011)
- Zombies From Outer Space, regia di Martin Faltermeier (2012) (parodia dell'Heimatfilm classico)
- Ende der Schonzeit, regia di Franziska Schlotterer (2012)
- L'altra Heimat - Cronaca di un sogno (Die andere Heimat – Chronik einer Sehnsucht), regia di Edgar Reitz (2013)
- Lo straniero della valle oscura - The Dark Valley (Das finstere Tal), regia di Andreas Prochaska (2014)
- Restalkohol, regia di Robert Pilsner (2014)
- Hinterdupfing, regia di Andreas Schmidbauer (2014) (parodia)
- Schluss! Aus! Amen!, regia di Thomas Kronthaler (2014)
- Falsche Siebziger, regia di Matthias Kiefersauer (2017)